# Championnat des Flandres 1980
La 65e édition du Championnat des Flandres a eu lieu le 11 septembre 1980. La course a été remportée par le Néerlandais Theo de Rooij (IJsboerke-Warncke Eis).

## Équipes
| Équipes professionnelles (7)- IJsboerke-Warncke Eis - DAF Trucks-Lejeune - Splendor-Admiral - Marc-Carlos-V.R.D.-Woningbouw - Boule d'Or-Sunair-Colnago - Safir-Ludo - Vermeer-Thijs-Mini-Flat |
| |

## Classement final
La course a été remportée par le Néerlandais Theo de Rooij (IJsboerke-Warncke Eis).
| \| Classement général \| Classement général \| Classement général \| Classement général \| Classement général \| \| Coureur \| Coureur \| Pays \| Équipe \| Temps \| \| ------------------ \| ------------------ \| ------------------ \| ----------------------------- \| ------------------ \| \| 1er \| Theo de Rooij[2] \| Pays-Bas \| IJsboerke-Warncke Eis \| \| \| 2e \| Luc Colijn \| Belgique \| DAF Trucks-Lejeune \| \| \| 3e \| Guido Van Sweevelt \| Belgique \| IJsboerke-Warncke Eis \| \| \| 4e \| Etienne De Wilde \| Belgique \| Splendor-Admiral \| \| \| 5e \| Marcel Laurens \| Belgique \| Marc-Carlos-V.R.D.-Woningbouw \| \| \| 6e \| Werner Devos \| Belgique \| Boule d'Or-Studio Casa \| \| \| 7e \| Benny Schepmans \| Belgique \| Safir-Ludo \| \| \| 8e \| Walter Planckaert \| Belgique \| Vermeer-Thijs-Mini-Flat \| \| \| 9e \| Jos Jacobs \| Belgique \| IJsboerke-Warncke Eis \| \| \| 10e \| Guido Van Calster \| Belgique \| Splendor-Admiral \| \| |                    |          |                               |       |
| |                    |          |                               |       |
| Sources : ProCyclingStats Cycling Archives |                    |          |                               |       |
| Classement général |                    |          |                               |       |
| Coureur | Coureur            | Pays     | Équipe                        | Temps |
| 1er | Theo de Rooij      | Pays-Bas | IJsboerke-Warncke Eis         |       |
| 2e | Luc Colijn         | Belgique | DAF Trucks-Lejeune            |       |
| 3e | Guido Van Sweevelt | Belgique | IJsboerke-Warncke Eis         |       |
| 4e | Etienne De Wilde   | Belgique | Splendor-Admiral              |       |
| 5e | Marcel Laurens     | Belgique | Marc-Carlos-V.R.D.-Woningbouw |       |
| 6e | Werner Devos       | Belgique | Boule d'Or-Studio Casa        |       |
| 7e | Benny Schepmans    | Belgique | Safir-Ludo                    |       |
| 8e | Walter Planckaert  | Belgique | Vermeer-Thijs-Mini-Flat       |       |
| 9e | Jos Jacobs         | Belgique | IJsboerke-Warncke Eis         |       |
| 10e | Guido Van Calster  | Belgique | Splendor-Admiral              |       |